# Чхартишвили, Галина Самсоновна
Галина Самсоновна Чхартишвили (1912, село Ульяновка, Батумская область, Российская империя — 1998, село Букнари, Кобулетский муниципалитет, Аджария, Грузия) — звеньевая колхоза имени Калинина Кобулетского района, Аджарская АССР, Грузинская АССР. Герой Социалистического Труда (1949).

## Биография
Родилась в 1912 году в крестьянской семье в селе Ульяновка (сегодня — Букнари) Батумской области. Окончила местную начальную школу. Трудилась на чайной плантации местного колхоза имени Орджоникидзе Кобулетского района.
В 1948 году собрала 8733 килограмма сортового чайного листа на участке площадью 2,5 гектара. Указом Президиума Верховного Совета СССР от 29 августа 1949 года удостоена звания Героя Социалистического Труда за «получение высоких урожаев сортового зелёного чайного листа и цитрусовых плодов в 1948 году» с вручением ордена Ленина и золотой медали «Серп и Молот» (№ 4531).
Этим же указом званием Героя Социалистического Труда были награждены труженики колхоза имени Калинина Кобулетского района чаевод Сантура Хусейновна Зоидзе, три цитрусовода Ахмед Рамизович Цинаридзе, Осман Шакирович Цинаридзе и Казим Османович Шавишвили.
После выхода на пенсию в 1967 году проживала в родном селе Букнари. С 1968 года — персональный пенсионер союзного значения. Умерла в 1998 году.

## Награды
- Герой Социалистического Труда
- Орден Ленина
- Орден Трудового Красного Знамени (01.09.1951)